# Lepiota cristata
Lepiota cristata (Alb. & Schwein. ex Fr.) Kummer
La Lepiota cristata, dal latino "cristatus" ossia "munito di cresta" a causa delle scaglie sul cappello, volgarmente conosciuta come Falsa mazza di tamburo, Bubbola falsa o Cucamela. Si tratta di un fungo velenoso che causa sindrome gastrointestinale, i cui sintomi compaiono entro 2-3 ore dall'ingestione. Sebbene diverse fonti riportano che si tratta di un fungo velenoso mortale che provoca una sindrome da intossicazione simile a quella falloidea, in realtà è stato dimostrato che non contiene né amanitine né falloidine. 
Potrebbe trarre in inganno il raccoglitore inesperto in virtù della sua vaga rassomiglianza con la famosa Macrolepiota procera o Mazza di Tamburo, ottimo fungo commestibile purché ben cotto. La differenza più evidente risiede nelle dimensioni: non andrebbero infatti mai raccolti e consumati funghi del genere Lepiota o Macrolepiota che, da aperti, siano di piccola taglia. 
In genere, quando si va in cerca di Macrolepiota procera, è buona norma ricordarsi del suo eloquente nome comune inglese Parasol, che non a caso indica le ragguardevoli dimensioni della specie.
Funghi invece che, per quanto simili nell'aspetto soprattutto a causa della superficie del cappello dissociata in squame irregolari, si attestino su misure di altezza e larghezza contenute, non vanno mai consumati: sono in genere tutti tossici.
Altri aspetti che lo rendono riconoscibile ad un occhio più allenato sono il colore biancastro di cappello e gambo, le squame molto evidenti bruno rossastre e il caratteristico odore sgradevole; anche l'anello infero inserito nel gambo può essere un carattere utile per il riconoscimento, così come la sua crescita talvolta cespitosa.

## Descrizione della specie

### Cappello
Dai 20 a 50 millimetri, campanulato conico, poi più aperto e disteso, munito di ottuso e marcato umbone centrale. Superficie liscia e feltrata che presto si dissocia in squame irregolari a partire dal margine, di colore bruno rossiccio o bruno scuro. Il centro del cappello invece rimane unito, non squamato e di colore più scuro, da bruno rossiccio a quasi nero. Al di sotto delle squame dissociate si vede chiaramente il colore biancastro della carne sottostante.

### Lamelle
Le lamelle sono molto fitte, ventricose, di colore bianco (fungo leucosporeo) leggermente ingiallenti o rosate, distaccate dal gambo.

### Gambo
Da 30 a 50 millimetri d'altezza, spessore da 2 a 4 millimetri, cilindrico, prima fistoloso poi cavo, liscio, munito di ampio anello membranaceo evidente ma molto fugace, di colore bianco con riflessi rosati o violetti specie nella parte inferiore.

### Carne
Bianca fioccosa e fragile nel cappello, più fibrosa e rosata nel gambo.
- Odore: forte e sgradevole che ricorda quello "di gomma bruciata" tipico dei funghi del genere Scleroderma.
- Sapore: non significativo.

### Spore
Spore bianche in massa, ovali, con sperone laterale, 6-8 x 3-3,5 µm.

## Habitat
Ubiquitaria, vive indifferentemente in boschi, prati, radure, tra l'erba di parchi e giardini, spesso gregaria in piccoli gruppi, talvolta cespitosa; periodo dall'estate all'autunno.

## Commestibilità
Velenosa, i sintomi dell'avvelenamento si manifestano entro 2-3 ore dall'ingestione, provocando sindrome gastrointestinale con nausea, vomito, diarrea e crampi. 

## Specie simili
Difficilmente confondibile con Macrolepiota procera a causa delle dimensioni. Tuttavia, in condizioni climatiche ed ambientali particolari, la M. procera si presenta di dimensioni assai ridotte rispetto alla norma e pertanto potrebbe essere anch'essa confusa con questa specie specie.
Altre specie di funghi simili sono ad esempio:
1. Macrolepiota excoriata (edule), che si distingue per la tipica lacerazione della pellicola al margine del cappello e per il gambo sostanzialmente privo di decorazioni ed appena sfumato.
2. Macrolepiota mastoidea (edule), che però si distingue facilmente per l'umbone aguzzo, il cappello che ricorda una mammella, e la poco evidente decorazione screziata sul gambo.
3. Chlorophyllum molybdites sin. Macrolepiota molybdites o Lepiota morgani (velenoso), assai simile per dimensioni alla procera ma dalla sporata verdastra e diversamente decorato sul gambo e sul cappello.
4. Chlorophyllum rhacodes (velenoso), in particolare quando il cappello è ancora sferoidale, che presenta un deciso viraggio della carne all'arancio e poi al rosso.
5. Lepiota brunneoincarnata (velenosa mortale), uno fra i più famosi e pericolosi rappresentanti delle Lepiota di piccola taglia dalle quali diffidare; contiene infatti anch'essa tossine analoghe a quelle presenti nelle amanite mortali (Amanita phalloides, Amanita virosa, Amanita verna), e per questo motivo può causare delle intossicazioni letali: non raccogliere quindi "mazze di tamburo" o "bubbole" qualora il diametro del cappello aperto non raggiunga almeno i 12–15 cm.

## Nomi comuni
- Bubbola Falsa
- Falsa mazza di tamburo
- Cucamela